# 凯岛鹃鵙
凯岛鹃鵙（学名：Edolisoma dispar）是山椒鸟科Edolisoma属的一种，为印度尼西亚的特有种。其自然栖息地为亚热带或热带的湿润低地森林。该物种因栖息地破坏而受威胁。